# كان ريتشاردسون
كان ريتشاردسون (12 فبراير 1991 في أستراليا - ) (بالإنجليزية: Kane Richardson)‏ هو لاعب كريكت أسترالي. شارك مع منتخب أستراليا الوطني للكريكت. أما مع النوادي، فقد لعب مع رويال تشالنجرز بنغالور وراجستان رويالز وفريق جنوب أستراليا للكريكت ‏ وPune Warriors India ‏ وAdelaide Strikers ‏ وMelbourne Renegades ‏.

## وصلات خارجية
- كان ريتشاردسون على موقع إي آس بي آن كريك إنفو (الإنجليزية)